# (603108) 2014 WB509
(603108) 2014 WB509 est un objet transneptunien d'environ 215 km de diamètre.